# Mallothrips flavipes
Mallothrips flavipes es una especie de insectos del género Mallothrips, familia Phlaeothripidae. Fue descrita por Dudley Moulton en 1940.